# Giro d'Itàlia de 1923
El Giro d'Itàlia de 1923 fou l'onzena edició del Giro d'Itàlia i es disputà entre 23 de maig i l'10 de juny de 1923, amb un recorregut de 3.202 km distribuïts en 10 etapes. 97 ciclistes, tots italians, hi van prendre part, acabant-la 38 d'ells. L'inici i final de la cursa fou a Milà.
Costante Girardengo, amb vuit victòries d'etapa, va guanyar aquesta edició, per davant Giovanni Brunero i Bartolomeo Aymo.
Ottavio Bottecchia, futur doble vencedor del Tour de França, va fer la seva única aparició al Giro, finalitzant en la cinquena posició final.

## Classificació general
| Classificació General                 | Classificació General      | Classificació General | Classificació General |
| Pos.                                  | Ciclista                   | Temps                 |                       |
| ------------------------------------- | -------------------------- | --------------------- | --------------------- |
| 1                                     | Costante Girardengo (ITA)  | 122h 58' 17"          |                       |
| 2                                     | Giovanni Brunero (ITA)     | + 37"                 |                       |
| 3                                     | Bartolomeo Aymo (ITA)      | + 10' 25"             |                       |
| 4                                     | Federico Gay (ITA)         | + 41' 25"             |                       |
| 5                                     | Ottavio Bottecchia (ITA)   | + 45' 49"             |                       |
| 6                                     | Giuseppe Enrici (ITA)      | + 49' 30"             |                       |
| 7                                     | Michele Gordini (ITA)      | + 52' 15"             |                       |
| 8                                     | Emilio Petiva (ITA)        | + 55' 17"             |                       |
| 9                                     | Giovanni Trentarossi (ITA) | + 1h 00' 29"          |                       |
| 10                                    | Angelo Gremo (ITA)         | + 1h 12' 06"          |                       |
| 97 participants, 38 acabaren la cursa |                            |                       |                       |

## Etapes
| Etapa | Recorregut         | Km  | Vencedor d'etapa          | Líder de la general       |
| ----- | ------------------ | --- | ------------------------- | ------------------------- |
| 1a    | Milà – Torí        | 328 | Costante Girardengo (ITA) | Costante Girardengo (ITA) |
| 2a    | Torí – Gènova      | 312 | Bartolomeo Aymo (ITA)     | Bartolomeo Aymo (ITA)     |
| 3a    | Gènova - Florència | 265 | Costante Girardengo (ITA) | Bartolomeo Aymo (ITA)     |
| 4a    | Florència - Roma   | 288 | Costante Girardengo (ITA) | Bartolomeo Aymo (ITA)     |
| 5a    | Roma - Nàpols      | 281 | Costante Girardengo (ITA) | Bartolomeo Aymo (ITA)     |
| 6a    | Nàpols - Chieti    | 283 | Costante Girardengo (ITA) | Costante Girardengo (ITA) |
| 7a    | Chieti - Bolonya   | 383 | Costante Girardengo (ITA) | Costante Girardengo (ITA) |
| 8a    | Bolonya - Trieste  | 362 | Costante Girardengo (ITA) | Costante Girardengo (ITA) |
| 9a    | Trieste - Màntua   | 357 | Alfredo Sivocci (ITA)     | Costante Girardengo (ITA) |
| 10a   | Màntua - Milà      | 341 | Costante Girardengo (ITA) | Costante Girardengo (ITA) |